# Treinadores do Sport Club Corinthians Paulista
O Sport Club Corinthians Paulista, um dos clubes de futebol mais tradicionais e vitoriosos do Brasil, possui uma história rica e repleta de momentos marcantes desde sua fundação em 1º de setembro de 1910. Ao longo das décadas, inúmeros técnicos comandaram o time, cada um contribuindo à sua maneira para o desenvolvimento e sucesso da equipe. Esta lista apresenta todos os técnicos que tiveram a responsabilidade de liderar o Corinthians, destacando suas trajetórias, conquistas e legados deixados no clube. Desde os pioneiros do início do século XX até os comandantes modernos, cada treinador tem seu lugar na história alvinegra, refletindo as mudanças e evoluções do futebol ao longo dos anos.  O atual treinador da equipe é Dorival Júnior, que assinou contrato em 28 de abril de 2025, com previsão de encerramento em dezembro de 2026, substituindo o argentino Ramón Díaz.

## Lista

### Era amadora
| Período                    | Treinador                                                                                 | Número de jogos          | Títulos |
| 1910 – 1911                | Rafael Perrone                                                                            | 18 jogos                 | |
| 1912 – 1914                | Casemiro González                                                                         | 37 jogos                 | Campeonato Paulista 1914 |
| 1915 – 1920 1916 1917 1919 | Amílcar Barbuy Casemiro González (Interino) Casemiro González (Interino) Nando (Interino) | 126 jogos 1 jogo 2 jogos | Campeonato Paulista 1916 |
| 1921 – 1925                | Guido Giacominelli                                                                        | 117 jogos                | Campeonato Paulista 1922 Taça Competência 1922 Campeonato Paulista 1923 Taça Competência 1923 Campeonato Paulista 1924 Taça Competência 1924 |
| 1926 – 1927                | Ângelo Rocco                                                                              | 42 jogos                 | |
| 1927 - 1928                | Neco                                                                                      | 15 jogos                 | |
| 1928 - 1929                | Ângelo Rocco                                                                              | 32 jogos                 | Campeonato Paulista 1928 Campeonato Paulista 1929                                                                                            |
| 1929 – 1931                | Virgílio Montarini                                                                        | 75 jogos                 | Taças Cittá de Firenze, Ao Empório Toscano, Sudan Ovais e Professor Caputto 1929 Taça Apea 1930 Campeonato Paulista 1930                     |
| 1932 – 1933                | José de Carlo                                                                             | 25 jogos                 | |

### Era profissional
| 1933 – 1934           | Pedro Mazzulo                                                              | 31 jogos                  | |
| 1934 – 1937           | Amílcar Barbuy                                                             | 87 jogos                  | Taça Aliança da Bahia 1936 Taça Prefeitura de Salvador 1936                                                                                    |
| 1937 – 1938           | Antônio Pereira / Neco                                                     | 41 jogos                  | Campeonato Paulista 1937 |
| 1938                  | Armando Del Debbio / Ângelo Rocco (interino)                               | 1 jogo                    | |
| 1938 – 1941           | Armando Del Debbio                                                         | 131 jogos                 | Taça Fasanello 1938 Taça Henrique Mundel/Festival São Paulo FC 1938 Campeonato Paulista 1938 Campeonato Paulista 1939 Campeonato Paulista 1941 |
| 1942                  | Mário Henrique de Almeida (interino)                                       | 1 jogo                    | |
| 1942                  | Carlos Menjou                                                              | 28 jogos                  | Torneio Quinela de Ouro 1942 Taça Cidade de São Paulo 1942                                                                                     |
| 1942 – 1943           | Rato                                                                       | 13 jogos                  | |
| 1943                  | Amílcar Barbuy Albino Lotito (interino)                                    | 27 jogos 1 jogo           | |
| 1944                  | João Chiavoni                                                              | 10 jogos                  | |
| 1944                  | Mário Miranda Rosa (interino)                                              | 5 jogos                   | |
| 1944                  | Joseph Tiger                                                               | 22 jogos                  | |
| 1945                  | Eugênio Vanni (interino)                                                   | 5 jogos                   | |
| 1945                  | Alcides de Souza Aguiar                                                    | 28 jogos                  | |
| 1945 – 1946           | Begliomini                                                                 | 8 jogos                   | |
| 1946                  | José Foquer                                                                | 39 jogos                  | |
| 1947 – 1948           | Armando Del Debbio                                                         | 38 jogos                  | |
| 1948                  | Gentil Cardoso                                                             | 22 jogos                  | |
| 1948                  | Cláudio Pinho / Hélio Leite / Servílio de Jesus (Interino)                 | 3 jogos                   | |
| 1948 – 1949           | Joreca                                                                     | 52 jogos                  | |
| 1949 – 1950           | Christino Calaf / Manoel dos Santos                                        | 16 jogos                  | Torneio Rio São Paulo 1950 |
| 1950                  | Achiles Gama Malcher                                                       | 29 jogos                  | |
| 1950 – 1951           | Newton Senra                                                               | 50 jogos                  | |
| 1951 – 1954 1954      | Rato Cláudio Pinho (interino)                                              | 163 jogos 4 jogos         | Campeonato Paulista 1951 Campeonato Paulista 1952 Torneio Rio São Paulo 1953 Pequena Taça do Mundo 1953 Torneio Rio São Paulo 1954             |
| 1954 – 1958 1956 1957 | Oswaldo Brandão Cláudio Pinho (interino) José Gomes Nogueira (interino)    | 221 jogos 1 jogo 10 jogos | Campeonato Paulista 1954 Torneio Internacional Charles Miller 1955 Copa do Atlântico 1956                                                      |
| 1958                  | Rato (interino)                                                            | 5 jogos                   | |
| 1958 – 1959 1958 1958 | Cláudio Pinho Hélio Filé (interino) Albino Lotito (interino)               | 67 jogos 1 jogo           | Quadrangular de Brasília 1958 |
| 1959                  | Rato (interino)                                                            | 7 jogos                   | |
| 1959 – 1960           | Sylvio Pirillo                                                             | 56 jogos                  | |
| 1960                  | Alfredo Ramos                                                              | 21 jogos                  | |
| 1960                  | Rato (interino)                                                            | 15 jogos                  | |
| 1960                  | Jim Lopez                                                                  | 26 jogos                  | |
| 1961                  | João Lima                                                                  | 15 jogos                  | |
| 1961                  | Dino Pavão (interino)                                                      | 2 jogos                   | |
| 1961                  | Alfredo Ramos                                                              | 22 jogos                  | |
| 1961                  | Rato (interino)                                                            | 2 jogos                   | |
| 1961 – 1962           | Martim Francisco                                                           | 36 jogos                  | |
| 1962                  | Rato (interino)                                                            | 1 jogo                    | |
| 1962 – 1963 1963      | Fleitas Solich Nesi Curi                                                   | 70 jogos 1 jogo           | |
| 1963                  | Rato (interino)                                                            | 21 jogos                  | |
| 1963                  | Armando Del Debbio                                                         | 8 jogos                   | |
| 1964                  | Paulo Amaral                                                               | 28 jogos                  | |
| 1964                  | Roberto Belangero                                                          | 24 jogos                  | |
| 1964 – 1966 1965      | Oswaldo Brandão José Teixeira (interino)                                   | 100 jogos 1 jogo          | Pentagonal do Recife 1965 Torneio Rio São Paulo 1966 Copa Cidade de Turim 1966                                                                 |
| 1966                  | José Teixeira (interino)                                                   | 2 jogos                   | |
| 1966                  | Filpo Nuñez                                                                | 21 jogos                  | |
| 1966 – 1967           | Zezé Moreira                                                               | 58 jogos                  | Triangular Otávio Lage 1967 |
| 1967 – 1968           | Lula                                                                       | 35 jogos                  | |
| 1968                  | Oswaldo Brandão (interino)                                                 | 3 jogos                   | |
| 1968                  | Aymoré Moreira                                                             | 20 jogos                  | |
| 1969 – 1970 1970      | Dino Sani Baltasar (interino)                                              | 109 jogos 1 jogo          | Torneio Costa do Sol 1969 Troféu Apolo V 1969                                                                                                  |
| 1970                  | Baltasar (interino)                                                        | 1 jogo                    | |
| 1970 – 1971           | Aymoré Moreira                                                             | 36 jogos                  | Torneio do Povo 1971 |
| 1971                  | Francisco Sarno                                                            | 7 jogos                   | |
| 1971                  | Baltasar                                                                   | 32 jogos                  | |
| 1971 – 1972           | Francisco Sarno                                                            | 21 jogos                  | |
| 1972                  | Luizinho (Interino)                                                        | 3 jogos                   | |
| 1972 – 1973           | Duque                                                                      | 69 jogos                  | |
| 1973 – 1974           | Yustrich                                                                   | 63 jogos                  | |
| 1974                  | Luizinho                                                                   | 27 jogos                  | |
| 1974 – 1975           | Sylvio Pirillo                                                             | 68 jogos                  | Copa São Paulo 1975 |
| 1975                  | Luizinho (Interino)                                                        | 2 jogos                   | |
| 1975                  | Dino Sani                                                                  | 12 jogos                  | |
| 1975 – 1976           | Milton Buzetto                                                             | 62 jogos                  | |
| 1976                  | Filpo Nuñez                                                                | 13 jogos                  | |
| 1976                  | Cabeção (interino)                                                         | 1 jogo                    | |
| 1976 – 1977           | Duque                                                                      | 44 jogos                  | |
| 1977 – 1978 1977      | Oswaldo Brandão João Avelino / José Teixeira (interino)                    | 53 jogos 11 jogos         | Campeonato Paulista 1977 |
| 1978                  | Armando Renganeschi                                                        | 21 jogos                  | |
| 1978 – 1979           | José Teixeira                                                              | 115 jogos                 | |
| 1979 – 1980 1980      | Jorge Vieira Nicanor de Carvalho (interino)                                | 27 jogos 2 jogos          | Campeonato Paulista 1979 |
| 1980                  | Julinho (interino)                                                         | 8 jogos                   | |
| 1980                  | Orlando Fantoni                                                            | 13 jogos                  | |
| 1980                  | Julinho (interino)                                                         | 1 jogo                    | |
| 1980 – 1981           | Oswaldo Brandão                                                            | 58 jogos                  | |
| 1981                  | Julinho                                                                    | 26 jogos                  | |
| 1981 – 1983           | Mário Travaglini                                                           | 98 jogos                  | Troféu Internacional Feira de Hidalgo 1981 Campeonato Paulista 1982                                                                            |
| 1983                  | Zé Maria                                                                   | 10 jogos                  | Taça Cidade de Porto Alegre 1983 |
| 1983 – 1984 1983 1984 | Jorge Vieira Hélio Maffia (interino)                                       | 77 jogos 2 jogos 3 jogos  | Campeonato Paulista 1983 |
| 1984                  | Hélio Maffia (interino)                                                    | 16 jogos                  | |
| 1984 – 1985           | Jair Picerni                                                               | 34 jogos                  | |
| 1985                  | Hélio Maffia (interino)                                                    | 1 jogo                    | |
| 1985                  | Carlos Alberto Torres                                                      | 39 jogos                  | |
| 1985                  | Basílio (interino)                                                         | 1 jogo                    | |
| 1985                  | Mário Travaglini                                                           | 24 jogos                  | Copa Los Angeles das Nações 1985 |
| 1986                  | Rubens Minelli Basílio (interino)                                          | 38 jogos 8 jogos          | Torneio Internacional Verão da Cidade de Santos 1986                                                                                           |
| 1986                  | Basílio (interino)                                                         | 1 jogo                    | |
| 1986 – 1987           | Jorge Vieira                                                               | 46 jogos                  | Torneio Internacional Verão da Cidade de Santos 1987                                                                                           |
| 1987                  | Basílio (interino)                                                         | 8 jogos                   | |
| 1987                  | Chico Formiga                                                              | 40 jogos                  | |
| 1987                  | Basílio (interino)                                                         | 1 jogo                    | |
| 1988                  | Jair Pereira                                                               | 33 jogos                  | Campeonato Paulista 1988 |
| 1988                  | Carlos Alberto Torres                                                      | 9 jogos                   | |
| 1988 – 1989           | José Carlos Fescina                                                        | 21 jogos                  | |
| 1989                  | Ângelo Macariello (interino)                                               | 1 jogo                    | |
| 1989                  | Ênio Andrade                                                               | 11 jogos                  | |
| 1989                  | Palhinha                                                                   | 25 jogos                  | |
| 1989 – 1990           | Basílio                                                                    | 44 jogos                  | |
| 1990                  | Zé Maria de Oliveira                                                       | 20 jogos                  | |
| 1990 -1991            | Nelsinho Baptista                                                          | 59 jogos                  | Campeonato Brasileiro 1990 Supercopa do Brasil 1991                                                                                            |
| 1991                  | Aguinaldo Moreira (interino)                                               | 1 jogo                    | |
| 1991                  | Carlos Alberto Silva                                                       | 3 jogos                   | |
| 1991                  | Cilinho                                                                    | 36 jogos                  | |
| 1992                  | Basílio                                                                    | 53 jogos                  | |
| 1992                  | Aguinaldo Moreira (interino)                                               | 1 jogo                    | |
| 1992 – 1993           | Nelsinho Baptista                                                          | 60 jogos                  | |
| 1993                  | Márcio Araújo (interino)                                                   | 1 jogo                    | |
| 1993                  | Mário Sergio Eduardo Amorim (interino)                                     | 19 jogos 2 jogos          | |
| 1994                  | Afrânio Riul                                                               | 5 jogos                   | |
| 1994                  | Eduardo Amorim (interino)                                                  | 1 jogo                    | |
| 1994                  | Carlos Alberto Silva                                                       | 31 jogos                  | |
| 1994                  | Jair Pereira                                                               | 46 jogos                  | |
| 1995                  | Mário Sergio                                                               | 10 jogos                  | |
| 1995 – 1996           | Eduardo Amorim                                                             | 109 jogos                 | Campeonato Paulista 1995 Copa do Brasil 1995                                                                                                   |
| 1996                  | Aguinaldo Moreira (interino)                                               | 2 jogos                   | |
| 1996                  | Valdyr Espinosa                                                            | 24 jogos                  | Torneio Ramon de Carranza 1996 |
| 1996 – 1997           | Nelsinho Baptista                                                          | 62 jogos                  | Campeonato Paulista 1997 |
| 1997                  | Wilson Coimbra (interino)                                                  | 2 jogos                   | |
| 1997                  | Joel Santana                                                               | 15 jogos                  | |
| 1997                  | Candinho                                                                   | 6 jogos                   | |
| 1998                  | Valdir Joaquim de Moraes (interino)                                        | 2 jogos                   | |
| 1998                  | Vanderlei Luxemburgo Oswaldo de Oliveira (interino)                        | 67 jogos 3 jogos          | Campeonato Brasileiro 1998 |
| 1999                  | Oswaldo de Oliveira                                                        | 8 jogos                   | |
| 1999                  | Evaristo de Macedo                                                         | 22 jogos                  | |
| 1999 – 2000 2000      | Oswaldo de Oliveira Édson Cegonha (interino) José Carlos Serrão (interino) | 87 jogos 7 jogos 1 jogo   | Campeonato Paulista 1999 Campeonato Brasileiro 1999 Mundial de Clubes 2000                                                                     |
| 2000                  | Oswaldo Alvarez                                                            | 21 jogos                  | |
| 2000                  | Valdir Joaquim de Moraes (interino)                                        | 1 jogo                    | |
| 2000                  | Candinho                                                                   | 10 jogos                  | |
| 2001                  | Dario Pereyra                                                              | 6 jogos                   | |
| 2001                  | Vanderlei Luxemburgo                                                       | 67 jogos                  | Campeonato Paulista 2001 |
| 2002                  | Carlos Alberto Parreira Jairo Leal (interino)                              | 66 jogos 5 jogos          | Torneio Rio São Paulo 2002 Copa do Brasil 2002                                                                                                 |
| 2003                  | Geninho                                                                    | 55 jogos                  | Campeonato Paulista 2003 |
| 2003                  | Jairo Leal (interino)                                                      | 1 jogo                    | |
| 2003                  | Júnior                                                                     | 2 jogos                   | |
| 2003 – 2004           | Juninho Fonseca                                                            | 17 jogos                  | |
| 2004                  | Oswaldo de Oliveira                                                        | 17 jogos                  | |
| 2004 – 2005           | Tite                                                                       | 51 jogos                  | |
| 2005                  | Márcio Bittencourt (interino)                                              | 1 jogo                    | |
| 2005                  | Daniel Passarela                                                           | 15 jogos                  | |
| 2005                  | Márcio Bittencourt                                                         | 28 jogos                  | |
| 2005 – 2006           | Antônio Lopes                                                              | 37 jogos                  | Campeonato Brasileiro de 2005 |
| 2006                  | Ademar Braga                                                               | 15 jogos                  | |
| 2006                  | Geninho                                                                    | 11 jogos                  | |
| 2006 – 2007           | Emerson Leão                                                               | 46 jogos                  | |
| 2007                  | José Augusto (interino)                                                    | 3 jogos                   | |
| 2007                  | Paulo César Carpegiani                                                     | 23 jogos                  | |
| 2007                  | José Augusto (interino)                                                    | 7 jogos                   | |
| 2007                  | Nelsinho Baptista                                                          | 11 jogos                  | |
| 2008 – 2010           | Mano Menezes                                                               | 185 jogos                 | Campeonato Brasileiro Série B 2008 Campeonato Paulista 2009 Copa do Brasil 2009                                                                |
| 2010                  | Adilson Batista                                                            | 17 jogos                  | |
| 2010                  | Fábio Carille (interino)                                                   | 2 jogos                   | |
| 2010 – 2013 2012      | Tite Cléber Xavier (interino)                                              | 221 jogos 2 jogos         | Campeonato Brasileiro 2011 Copa Libertadores da América 2012 Mundial de Clubes 2012 Campeonato Paulista 2013 Recopa Sul Americana 2013         |
| 2014                  | Mano Menezes                                                               | 63 jogos                  | |
| 2015 – 2016           | Tite                                                                       | 106 jogos                 | Troféu Sócrates 2015 Campeonato Brasileiro 2015                                                                                                |
| 2016                  | Fábio Carille (interino)                                                   | 2 jogos                   | |
| 2016                  | Cristóvão Borges                                                           | 18 jogos                  | |
| 2016                  | Fábio Carille (interino)                                                   | 5 jogos                   | |
| 2016                  | Oswaldo de Oliveira                                                        | 9 jogos                   | |
| 2017 – 2018           | Fábio Carille                                                              | 104 jogos                 | Campeonato Paulista 2017 Campeonato Brasileiro 2017 Campeonato Paulista 2018                                                                   |
| 2018                  | Osmar Loss                                                                 | 25 jogos                  | |
| 2018                  | Jair Ventura                                                               | 19 jogos                  | |
| 2019                  | Fábio Carille Leandro Cuca (interino)                                      | 69 jogos 1 jogo           | Campeonato Paulista 2019 |
| 2019                  | Dyego Coelho (interino)                                                    | 8 jogos                   | |
| 2020                  | Tiago Nunes Evandro Fornari (interino)                                     | 28 jogos 1 jogo           | |
| 2020                  | Dyego Coelho (interino)                                                    | 7 jogos                   | |
| 2020 – 2021           | Vagner Mancini                                                             | 45 jogos                  | |
| 2021                  | Fernando Lazaro (interino)                                                 | 2 jogos                   | |
| 2021 – 2022           | Sylvinho                                                                   | 43 jogos                  | |
| 2022                  | Fernando Lázaro (interino)                                                 | 5 jogos                   | |
| 2022                  | Vítor Pereira Filipe Almeida (interino) ↑                                  | 58 jogos 6 jogos          | |
| 2023                  | Fernando Lázaro                                                            | 24 jogos                  | |
| 2023                  | Cuca                                                                       | 2 jogos                   | |
| 2023                  | Danilo Andrade (interino)                                                  | 1 jogo                    | |
| 2023                  | Vanderlei Luxemburgo                                                       | 38 jogos                  | |
| 2023 – 2024           | Mano Menezes                                                               | 20 jogos                  | |
| 2024                  | Thiago Kosloski (interino)                                                 | 1 jogo                    | |
| 2024                  | António Oliveira Bruno Lazaroni (interino)↑                                | 25 jogos 4 jogos          | |
| 2024                  | Raphael Laruccia (interino)                                                | 3 jogos                   | |
| 2024 – 2025           | Ramón Díaz Emiliano Díaz (interino)                                        | 58 jogos 2 jogos          | Campeonato Paulista 2025 |
| 2025                  | Orlando Ribeiro (interino)                                                 | 3 jogos                   | |
| 2025 –                | Dorival Júnior                                                             | 21 jogos                  | |

## Por número de jogos

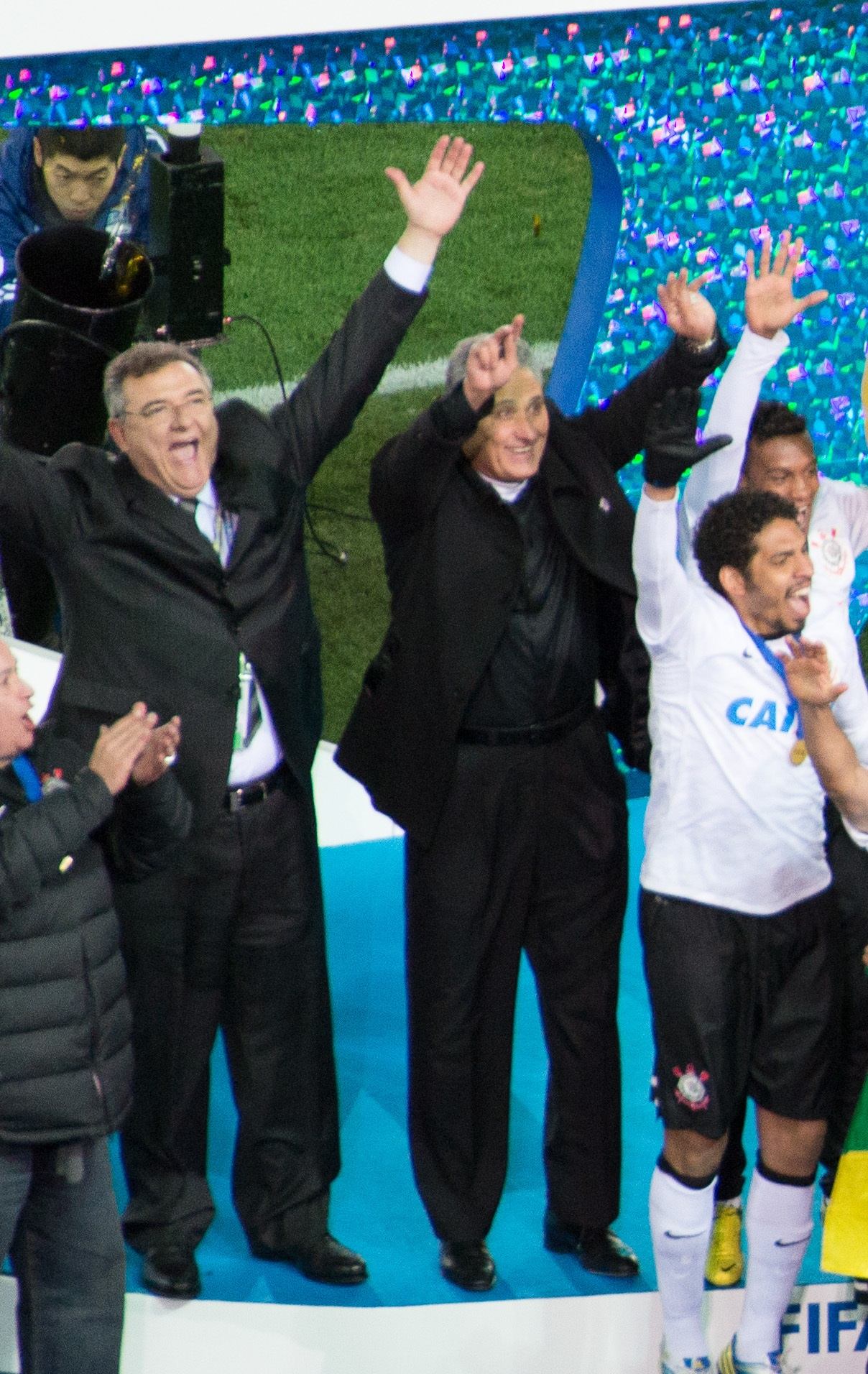
Tite em 2012, após a conquista do título de campeão mundial.

* Atualizado em 6 de maio de 2025 ás 21h30m.
| Posição | Treinador | Jogo(s) | Ano(s)                                                        |
| ------- | --- | ------- | ------------------------------------------------------------- |
| 01º     | Oswaldo Brandão | 435     | 1954-1957 / 1964-1966 / 1968 / 1974-1978 / 1980-1981          |
| 02º     | Tite | 378     | 2004-2005 / 2010-2013 / 2015-2016                             |
| 03º     | Mano Menezes | 268     | 2008–2010 / 2014 / 2023–2024                                  |
| 04º     | Amílcar Barbuy | 240     | 1915-1920 / 1934-1935 / 1937 / 1943                           |
| 05º     | Rato | 227     | 1937 / 1942-1943 / 1951-1954                                  |
| 06º     | Nelsinho Batista | 192     | 1990-1991 / 1992-1993 / 1996-1997 / 2007                      |
| 07º     | Fábio Carille | 183     | 2010 / 2016 / 2017-2018 / 2019                                |
| 08º     | Armando Del Debbio | 178     | 1939-1942 / 1947-1948 / 1963                                  |
| 09º     | Vanderlei Luxemburgo | 172     | 1998 / 2001 / 2023                                            |
| 10º     | Jorge Vieira | 146     | 1979-1980 / 1983-1984 / 1986-1987                             |
| 11º     | Sylvio Pirilo Oswaldo de Oliveira | 124     | 1959-1960 / 1974 - 1975 1998 / 1999 / 1999-2000 / 2004 / 2016 |
| 13º     | Mário Travaglini | 122     | 1981 - 1983 / 1985                                            |
| 14º     | Dino Sani | 121     | 1969 - 1970 / 1975                                            |
| 15º     | José Teixeira | 118     | 1965 / 1966 / 1977 / 1978 - 1979                              |
| 16º     | Guido Giacominelli | 117     | 1921 - 1925                                                   |
| 17º     | Basílio | 116     | 1985 / 1986 / 1987 / 1989-1990 / 1992                         |
| 18º     | Duque | 113     | 1972 - 1973 / 1976 - 1977                                     |
| 19º     | Eduardo Amorim | 112     | 1993 / 1994 / 1995 - 1996                                     |
| 20º     | Jair Pereira | 79      | 1988 / 1994                                                   |
| 21º     | Ângelo Rocco Virigilio Montarini | 75      | 1926 - 1927 / 1928 - 1929 1929 - 1931                         |
| 23º     | Fleitas Solich | 70      | 1962 - 1963                                                   |
| 24º     | Carlos Alberto Parreira Geninho | 66      | 2002 2003 / 2006                                              |
| 26º     | Mílton Buzetto | 62      | 1975 - 1976                                                   |
| 27º     | Zezé Moreira Vítor Pereira Ramón Díaz | 58      | 1966 - 1967 2022 2024 - 2025                                  |
| 30º     | Neco Aymoré Moreira | 56      | 1927 - 1928 / 1937 - 1938 1968 / 1970 - 1971                  |
| 32º     | Joreca | 52      | 1948 - 1949                                                   |
| 33º     | Newton Senra | 50      | 1950 - 1951                                                   |
| 34º     | Carlos Alberto Torres | 48      | 1985 / 1988                                                   |
| 35º     | Emerson Leão | 46      | 2006 - 2007                                                   |
| 36º     | Vagner Mancini | 45      | 2020 - 2021                                                   |
| 37º     | Alfredo Ramos Sylvinho | 43      | 1960 / 1961 2021 - 2022                                       |
| 39º     | Antônio Pereira | 41      | 1937 - 1938                                                   |
| 40º     | Chico Formiga | 40      | 1987                                                          |
| 41º     | Casemiro Gonzalez José Foquer | 39      | 1912 - 1914 / 1916 / 1917 1946                                |
| 43º     | Rubens Minelli | 38      | 1986                                                          |
| 44º     | Antônio Lopes | 37      | 2005                                                          |
| 45º     | Martim Francisco Cilinho | 36      | 1961 - 1962 1991                                              |
| 47º     | Lula Julinho | 35      | 1967-1968 1980 / 1981                                         |
| 49º     | Baltazar Filpo Nuñez Jair Picerni Carlos Alberto Silva | 34      | 1970 / 1971 1966 / 1976 1984 - 1985 1991 / 1994               |
| 53º     | Luizinho | 32      | 1972 / 1974 / 1975                                            |
| 54º     | Pedro Mazzulo Fernando Lázaro | 31      | 1933 - 1934 2021 / 2022 / 2023                                |
| 56º     | Achiles Gama Malcher Mário Sérgio Márcio Bittencourt | 29      | 1950 1993 / 1995 2005 / 2005                                  |
| 59º     | Carlos Menjou Alcides de Souza Aguiar Paulo Amaral Francisco Sarno                                                                                         | 28      | 1942 1945 - 1946 1964 1971 / 1971 - 1972                      |
| 63º     | Tiago Nunes | 27      | 2020                                                          |
| 64º     | Jim Lopes | 26      | 1960                                                          |
| 65º     | José de Carlo Palhinha Osmar Loss António Oliveira | 25      | 1932 - 1933 1989 2018 2024                                    |
| 69º     | Roberto Belangero Valdyr Espinosa | 24      | 1964 1996                                                     |
| 71º     | Paulo César Carpegiani | 23      | 2007                                                          |
| 72º     | Joseph Tiger Gentil Cardoso Hélio Maffia Evaristo de Macedo                                                                                                | 22      | 1944 1948 1983 / 1984 / 1985 1999                             |
| 76º     | Armando Renganeschi José Carlos Fescina Oswaldo Alvarez Dorival Júnior                                                                                     | 21      | 1978 1988 - 1989 2000 2025                                    |
| 79º     | Zé Maria de Oliveira | 20      | 1990                                                          |
| 80º     | Jair Ventura | 19      | 2018                                                          |
| 81º     | Rafael Perrone Cristóvão Borges | 18      | 1910 - 1911 2016                                              |
| 83º     | Juninho Fonseca Adilson Batista | 17      | 2003 - 2004 2010                                              |
| 85º     | Christino Calaf Manoel dos Santos Candinho | 16      | 1949 - 1950 1949 - 1950 1997 / 2000                           |
| 87º     | João Lima Joel Santana Daniel Passarella Ademar Braga Dyego Coelho                                                                                         | 15      | 1961 1997 2005 2006 2019 / 2020                               |
| 93º     | Orlando Fantoni | 13      | 1980                                                          |
| 94º     | João Avelino Ênio Andrade | 11      | 1977 1989                                                     |
| 96º     | João Chiavoni José Gomes Nogueira Zé Maria José Augusto | 10      | 1944 1957 1983 2007                                           |
| 100º    | Begliomini | 8       | 1945 / 1946                                                   |
| 101º    | Édson Cegonha | 7       | 2000                                                          |
| 102º    | Dário Pereyra Jairo Leal Filipe Almeida | 6       | 2001 2002 / 2003 2022                                         |
| 105º    | Mário Miranda Rosa Eugênio Vanni Afrânio Riul | 5       | 1944 1945 1994                                                |
| 108º    | Aguinaldo Moreira Bruno Lazaroni | 4       | 1991 / 1992 / 1996 2024                                       |
| 110º    | Albino Lotito Hélio Leite Júnior Servílio de Jesus Valdir Joaquim de Moraes Raphael Laruccia Orlando Ribeiro                                               | 3       | 1943 / 1958 1948 1958 1998 / 2000 2003 2024 2025              |
| 116º    | Nando Dino Pavão Nicanor de Carvalho Wilson Coimbra Cléber Xavier Cuca Emiliano Díaz                                                                       | 2       | 1919 1961 1980 1997 2012 2023 2024 / 2025                     |
| 124º    | Mário Henrique Hélio Filé Nesi Curi Cabeção Ângelo Macariello Márcio Araújo José Carlos Serrão Leandro Cuca Evandro Fornari Danilo Andrade Thiago Kosloski | 1       | 1942 1958 1963 1976 1989 1993 2000 2019 2020 2023 2024        |

### Por país
| Posição | País             | Número de treinadores |
| 1º      | Brasil           | 115                   |
| 2º      | Argentina        | 7                     |
| 3º      | Portugal         | 5                     |
| 4º      | Uruguai Itália   | 2                     |
| 5º      | Espanha Paraguai | 1                     |

### Por estado
| Posição | Estado                      | Número de treinadores |
| 1º      | São Paulo                   | 52                    |
| 2º      | Rio de Janeiro              | 20                    |
| 3º      | Rio Grande do Sul           | 12                    |
| 3º      | Minas Gerais                | 12                    |
| 4º      | Bahia Santa Catarina Paraná | 3                     |
| 5º      | Pernambuco Paraíba          | 1                     |

## Curiosidades
- O treinador uruguaio Pedro Mazzulo foi o primeiro treinador profissional da historia do clube;